# Маялуома, Маркус
Маркус Маялуома (Майалуома) (фин. Markus Majaluoma, род. 1961) — финский детский писатель, автор более десяти книг, первая из которых была опубликована в 1990 году. Известен также как один из ведущих финских художников, работающих в области книжной иллюстрации, — он иллюстрирует как собственные книги, так и книги других финских детских писателей.
Его книги переведены на датский, норвежский, русский, французский и шведский языки. Наибольную известность получила серия книг про папу — Пентти Розохолмайнена — и его троих детей, Осси, Вейно и Анну-Мари. Среди произведений других авторов, которые иллюстрировал Маялуома, — серия книг Синикки Нополы (фин. Sinikka Nopola) и Тийны Нополы (фин. Tiina Nopola) «Соломенная Шапочка и Войлочная Тапочка» (фин. Heinähattu ja Vilttitossu).
Маркус Маялуома занимается также педагогической работой, преподаёт изобразительное искусство в вузе. Робота Маялуома "Хюльда, люба, давай почитаємо казку на ніч" була номінована на премію "Finlandia Junior" 2010 року. У 2001 році була номінована книга "Спокійний Ерккі", написана Сініккою і Тііною Нопола та проілюстрована Маджалуома.

## Избранная библиография
Возможна прямая и обратная сортировка по всем колонкам.
| Год  | Оригинальное название                                 | Перевод названия                              |
| ---- | ----------------------------------------------------- | --------------------------------------------- |
| 1990 | Kapteeni Castello ja perämies Åberg matkaavat etelään | Капитан Кастелло и штурман Оберг плывут на юг |
| 1994 | Haikaroiden vauva                                     | Ребёнок аистов                                |
| 1996 | Olavi ja Aapo                                         | Олави и Аапо                                  |
| 1997 | Haikaroiden automatka                                 | Автомобильное путешествие аистов              |
| 1998 | Olavi ja Aapo, merten urhot                           | Олави и Аапо, морские богатыри                |
| 2000 | Sairaan siisti kipsi                                  |                                               |
| 2001 | Leonardo, lentäjän poika                              | Леонардо, сын лётчика                         |
| 2002 | Isä, lähdetään saareen!                               | Папа, пойдём на остров!                       |
| 2003 | Isä, lähdetään sieneen!                               | Папа, пойдём за грибами!                      |
| 2004 | Isä, rakennetaan maja!                                | Папа, давай построим избушку!                 |
| 2005 | Isä, koska joulupukki tulee?                          | Папа, когда придёт Дед Мороз?                 |
| 2006 | Hulda ja Jalmari                                      |                                               |
| 2008 | Yhdeksän porilaista                                   |                                               |

## Премии
- 1993 — Премия Рудольфа Койву (фин. Rudolf Koivu -palkinto).
- 1993 — Премия ЮНИСЕФ.
- 1997 — Государственная премия Финляндии в области детской культуры, присуждённая Центральным комитетом по искусству (фин. Taiteen keskustoimikunnan lastenkulttuurin valtionpalkinto).

## Издания на русском языке
- Маялуома М. Папа, когда придёт Дед Мороз? = Isä, koska joulupukki tulee? / Пер. с фин. Е. Тиновицкой. — Самокат, 2008. — 3000 экз. — ISBN 978-5-902326-83-0.
- Маялуома М. Папа, пойдём за грибами! = Isä, lähdetään sieneen! / Пер. с фин. Е. Тиновицкой. — Самокат, 2008. — 3000 экз. — ISBN 978-5-902326-82-3.

| |  |  |  |  |
| Маркус Маялуома в Москве. 10-я Международная Ярмарка интеллектуальной литературы non/fiction. Ноябрь 2008 г. |  |  |  |  |